# قاسم معتمدی
قاسم معتمدی (زاده ۱۳۰۴ در بابل – درگذشته تیر ۱۳۸۲ در کالیفرنیا) پزشک و سیاست‌مدار ایرانی بود. وی آخرین رئیس دانشگاه تهران، قبل از انقلاب بود.
پسر عموی او کریم معتمدی بود که مرکز مخابرات استان مازندران را به بابل آورد.

## زندگی‌نامه
پس از انجام تحصیلات ابتدایی و متوسطه وارد دانشکده علوم پزشکی تهران شد و پس از ۶ سال تحصیل در آن دانشکده درجه دکترا گرفت و عازم آمریکا شد در دانشگاه کالیفرنیای جنوبی تخصص خود را در رشته بهداشت دریافت کرد و پس از مراجعت به ایران در وزارت بهداری اشتغال ورزید و تدریجاً مسؤولیت چند اداره را عهده‌دار شد. چندی ریاست مبارزه با بیماری‌های واگیر با او بود، سرانجام در ۱۳۴۴ به معاونت وزارت بهداری رسید. پس از آن رئیس دانشگاه اصفهان شد و قریب ۹ سال در رأس دانشگاه مزبور قرار داشت. روی‌هم‌رفته در آن دانشگاه کارهایی انجام داد و چند دانشکده جدید احداث کرد. در ۱۳۵۵ به تهران احضار شد و در آخرین ترمیم کابینه امیرعباس هویدا به وزارت علوم و آموزش عالی منصوب شد. کمتر از یک سال وزیر علوم بود که با تغییر رئیس دولت بیکار شد. در اواسط ۱۳۵۶ از طرف دکتر گنجی وزیر علوم و آموزش و پرورش به ریاست دانشگاه تهران رسید. در آن ایام که فضای باز سیاسی ارمغان دولت جمشید آموزگار  بود بیش از همه جا در دانشگاه تهران اثر گذاشت و دانشجویان دانشگاه تهران تظاهرات وسیع و کوبنده خود را برای مبارزه با رژیم و شاه علنی ساختند و همه روزه اجتماعاتی از دانشجویان در سطح تهران به صورت وسیعی مبارزه می‌کردند. با سقوط کابینه آموزگار، قاسم معتمدی نیز کنار رفت. معتمدی به آمریکا مهاجرت و در همان جا درگذشت.